# Цан, Кристиан Якоб
Кристиан Якоб Цан (12 сентября 1765, Альтхенгштетт — 8 июля 1830, Кальв) — немецкий юрист, политик и предприниматель.

## Биография
Сын пастора. Желая стать богословом, поступил в монастырскую семинарию в Тюбингене,  в течение семестра изучал богословие в Тюбингене. Однако его больше интересовали юриспруденция, музыка и естественные науки, поэтому он изменил планы обучения. В 1787 году закончил обучение, стал доктором права, защитив диссертацию De fficibus iuris Romani. Затем работал адвокатом в Штутгарте. Позже переехал в Кальв, где сначала работал юристом.
С 1789 года руководил книжным магазином  Cotta'sche Verlagsbuchhandlung в Тюбингене. Познакомился с Фридрихом Шиллером. Сохранилось письмо Шиллера Цану от 4 мая 1795 года, в котором Шиллер предложил Цану редактировать английскую, итальянскую и испанскую литературу для немецкоязычной аудитории, но тот отказался, чувствуя себя более компетентным в других областях. Тем не менее с 1795 года входил в состав редакционного комитета  литературного журнала «Die Horen», издававшегося Фридрихом Шиллером и в 1798 году сам основал газету «Allgemeine Zeitung».
С 1809 года участвовал в сафьяновом бизнесе своего тестя, после смерти которого в 1811 году, унаследовал его.
С 1815 года был членом Вюртембергского ландтага, в 1820-1825 годах был вице-президентом ландтага.